# Vincenzo Bosia
Vincenzo Bosia (Asti, 5 novembre 1906 – Asti, 16 aprile 1978) è stato un calciatore italiano, di ruolo portiere.

## Biografia
Iniziò la carriera calcistica ad Asti, sua città di origine, nelle file della "Laico" esordendo nel 1920 nella squadra ragazzi contro  l'U.S. Alessandria. Lasciò presto la sua attività come garzone di un bottaio  e venne ingaggiato dal Torino per 600 lire mensili oltre a 150 lire ogni partita vinta.
Esordì in maglia granata a Cremona nel 1926 (Cremonese - Torino 0-1). Anche se di piccola statura, si distinse come un giocatore dalle qualità eccezionali e nel 1929 furono gli stessi avversari  a portarlo in trionfo dopo un match in Argentina.
Lo stadio dell'Asti Calcio, il Censín Bosia, è stato dedicato alla sua memoria.

## Palmarès

### Club

#### Competizioni nazionali
- Serie C: 1

Vigevano: 1936-1937
- Campionato italiano: 1 (revocato)

Torino: 1926-1927
- Campionato italiano: 1

Torino: 1927-1928
- Coppa Italia: 1

Torino: 1935-1936